# Il volo di Fancy
Il volo di Fancy (Flight of Fancy) è un film del 2000 diretto da Noel Quiñones.